# گئورگیوس پساچوس
گئورگیوس پساچوس (یونانی: Γεώργιος Ψάχος؛ ۱ ژانویهٔ ۱۸۷۲ – تاریخ ورودی نامعتبر است) ورزشکار دو و میدانی اهل یونان بود.